# 淵上白陽
淵上 白陽（ふちかみ はくよう、1889年（明治22年）11月14日 - 1960年（昭和35年）2月8日）は、写真家、プロモーター、写真雑誌編集者。

## 略歴
1889年11月14日、熊本県菊池郡花房村に生まれた。本名は清喜。父・巳一郎、母・つぐの長男で、一家には一男五女がいた。菊池郡西合志村黒松にあった私塾・合志義塾で学んだ後、佐賀や長崎で写真技術を習得した。1914年に第1次世界大戦が始まると白陽は兵士として従軍、青島戦に参加した。第1次世界大戦が終わった1918年には、神戸市布引滝山山麓にあった川崎造船所社長・川崎由太郎別邸で写真スタジオを開設、1921年には兵庫県武庫郡六甲村八幡へ転居した。翌1922年には写真雑誌『白陽』を創刊、9月には「日本光画芸術協会」を結成した。「日本光画芸術協会」は、のちの1928年3月以降山本牧彦の「日本光画協会」が継承した。雑誌『白陽』の発行には力を入れていたが、採算を度外視して続けたため、1926年には廃刊せざるを得なくなった。1927年、『白陽』の後継誌として、写真評論社から写真評論誌『PHOTO REVIEW』を創刊するも2号で終刊した。
1928年には渡満、家族と共に大連へ移住し、満鉄情報課嘱託になった。これは、『協和』（満鉄社員会機関紙）編集長だった歌人の八木沼丈夫が白陽を招聘したためだった。1932年12月に「満洲写真作家協会」を結成、1933年9月、『満洲グラフ』を創刊した（1944年まで）。『満洲グラフ』は満鉄が発行したグラフ雑誌で、満州国の宣伝を目的にしていたがその初期において、淵上が実質的な編集責任者を務めた。1937年11月には満洲写真作家協会の機関誌『光る丘』を創刊（1939年まで）。1941年の1月に妻の志保が大連星ヶ浦で病死、同年3月に満鉄を退職して帰国した。
帰国後の1942年からは華北交通東京支社嘱託になり、1944年、長野県蓼科、熊本県菊池へ疎開、その後は終戦後もしばらく東京に戻らなかったが、1949年に帰京、同年から日本写真文化協会事務局主事を務めた。1960年2月8日、脳軟化症により東京都石神井にあった自宅で死去した。享年72歳。

## 作風
初期の白陽は穏健な「芸術写真」で、当時は日本写真会や、中嶋謙吉の主導による「ベス単派」の強い影響下にあった。この頃の写真はピクトリアリスムが基調である。しかし、1923年に関東大震災が発生し、この時に関西に移住した前衛美術家たちと交流するうちに、関西の写真家たちの前衛的傾向を取り入れるようになり、「構成派」と呼ばれるようになる抽象的で幾何学的な写真を撮るようになった。この時代の作品は、キュビスムや未来派の影響を受けている。さらには、1930年代後半になるとストレートフォトグラフィ（特に、満洲にて）の作品も撮るようになった。写真制作のみならず、写真クラブの活動や雑誌の編集・発行に力を入れた。写真の普及に努めたその一生は、そのほとんどを写真に捧げたといってよい。

## 関連図書
- 構成派の時代　初期モダニズムの写真表現／名古屋市美術館／1992年
- 異郷のモダニズム／名古屋市美術館・毎日新聞社／1994年
- 満洲グラフ・全15巻（復刻・全114号分）／監修・財団法人満鉄会／解説・井村哲郎、戦暁梅、竹葉丈、舘かおる、西原和海、劉建輝／ゆまに書房／2008年～2009年
- 平成18年度: 淵上白陽研究 : 写真画集『白陽』解題 : 時代と表現（竹葉丈、名古屋市美術館研究紀要14巻、2006年）